# سیالکوت
سیالکوت (به اردو: سیالکوٹ) شهری در ایالت پنجاب کشور پاکستان است که در سرشماری سال ۲۰۰۶ میلادی، ۴۸۴٬۶۹۶ نفر جمعیت داشته است.